# متیو دلاودووا
متیو دلاودووا (انگلیسی: Matthew Dellavedova؛ زادهٔ ۸ سپتامبر ۱۹۹۰) بازیکن بسکتبال اهل استرالیا است.
از باشگاه‌هایی که در آن بازی کرده‌است می‌توان به میلواکی باکس و کلیولند کاوالیرز اشاره کرد.
وی در مسابقات کشوری و بین‌المللی در مجموع برندهٔ ۳ مدال طلا، ۱ مدال نقره، ۱ مدال برنز شده‌است.